# Fritz Härtel
Friedrich Ferdinand „Fritz“ Härtel (* 22. Februar 1877 in Plauen; † 15. Juni 1940 in Garmisch-Partenkirchen) war ein deutscher Chirurg.

## Leben
Härtel, der Sohn eines Maurermeisters und Architekten, studierte nach dem Abitur in Plauen 1896 zunächst Jura in Heidelberg, Berlin und Wien. Nach dem Militärdienst als Einjährig-Freiwilliger (1897/98) studierte er Medizin in Berlin, Halle und München, wo er 1903 promoviert wurde. Er war Schiffsarzt auf einer Reise nach Westafrika und 1904/05 Assistenzarzt am Freimaurer-Krankenhaus in Hamburg. 1906 war er im Hafenkrankenhaus in Hamburg als Volontär und in der Chirurgie der Universität Bonn bei August Bier, dem er 1907 nach Berlin an die Charité folgte. 1908 wurde er außerplanmäßiger und 1913 planmäßiger Assistent bei Bier, ging aber im selben Jahr zu Victor Schmieden nach Halle, bei dem er sich 1913 habilitierte (Leitungsanästhesie und Injektionsbehandlung des Ganglion Gasseri und der Trigeminusstämme). Im Ersten Weltkrieg wurde er als Stabsarzt der Landwehr 1914 eingezogen und war bis 1918 an der Westfront; zuletzt als Leiter eines Lazaretts. Er erhielt das Eiserne Kreuz 1. Klasse. Er war Mitarbeiter am Lehrbuch der Kriegschirurgie von Schmieden und machte sich um die Verbandslehre verdient, so dass er 1917 den Professorentitel erhielt (zusätzlich für Beiträge zur Lokalanästhesie und der Behandlung von Skoliose und Tuberkulose). 1919 wurde er Oberarzt an der Chirurgischen Klinik in Halle und war Chefarzt der Chirurgischen Poliklinik. 1921 wurde er nichtbeamteter außerordentlicher Professor, ließ sich aber beurlauben und war 1923 bis 1930  Professor für Chirurgie in der Medizinischen Akademie in Osaka (Japan). Dort setzte er einen Neubau der Klinik durch und befasste sich mit Lepra und Tuberkulose. Nach der Rückkehr habilitierte er sich um, hielt nur kurz ein Semester Vorlesungen in Halle und wurde 1933 Leiter der Chirurgie im Oskar-Ziethen-Krankenhaus in Berlin-Lichtenberg.  Außerdem war er außerordentlicher Professor an der Humboldt-Universität Berlin. Friedrich Härtel wurde 1927 als Mitglied in die Deutsche Akademie der Naturforscher Leopoldina aufgenommen.

## Schriften
- Die Lokalanästhesie, Neue Deutsche Chirurgie, Band 21, Stuttgart: F. Enke 1916
- mit Friedrich Loeffler: Der Verband. Lehrbuch der Chirurgischen und Orthopädischen Verbandbehandlung, Springer 1922
- Wesen und Bekämpfung der Krebskrankheit, Der Arzt als Erzieher, Heft 62, München: Gmelin 1930
- Rasse und Chirurgie, in: J. Schottky (Hrsg.), Rasse und Krankheit, München: Lehmann 1937 (Härtel gibt darin seine persönlichen Erfahrungen in Japan wieder)